# East Falmouth
East Falmouth es un lugar designado por el censo ubicado en el condado de Barnstable en el estado estadounidense de Massachusetts. En el Censo de 2010 tenía una población de 6.038 habitantes y una densidad poblacional de 370,28 personas por km².

## Geografía
East Falmouth se encuentra ubicado en las coordenadas 41°34′15″N 70°33′24″O / 41.57083, -70.55667. Según la Oficina del Censo de los Estados Unidos, East Falmouth tiene una superficie total de 16.31 km², de la cual 14.1 km² corresponden a tierra firme y (13.55%) 2.21 km² es agua.

## Demografía
Según el censo de 2010, había 6.038 personas residiendo en East Falmouth. La densidad de población era de 370,28 hab./km². De los 6.038 habitantes, East Falmouth estaba compuesto por el 90.82% blancos, el 2.05% eran afroamericanos, el 0.73% eran amerindios, el 1.19% eran asiáticos, el 0.05% eran isleños del Pacífico, el 1.71% eran de otras razas y el 3.44% pertenecían a dos o más razas. Del total de la población el 2.27% eran hispanos o latinos de cualquier raza.